# Леонардо де Архенсола, Бартоломе
Бартоломе́ Леона́рдо де Архенсо́ла (исп. Bartolomé Leonardo de Argensola; 25 августа 1562, Барбастро — 4 февраля 1631, Сарагоса) — выдающийся испанский писатель и поэт золотого века испанской литературы, историк, младший брат Луперсио.

## Биография
Бартоломе Леонардо де Архенсола родился в городе Барбастро в провинции Уэска 26 августа 1562 года. Получил образование в Уэска.
Бартоломе получил в Мадриде место капеллана императрицы Марии Антонии Австрийской, вдовы курфюрста Баварии Максимилиана II благодаря тому, что его брат Луперсио трудился у неё секретарём. Позднее Луперсио был пожалован эрцгерцогом австрийским Альбертом в камергеры, а король Филипп III и государственные чины Арагона дали ему звание историографа (Cronista mayor) этого королевства, вследствие чего он поселился в Сарагосе, куда за ним последовал и Бартоломе, который по смерти императрицы Марии сопровождал в 1603 году Филиппа III в Вальядолид, а в 1609 году в Мадрид, издав в это время по поручению графа Лемоса президента совета по делам Индии, «Conquista de las Molucas» (1609).
В 1611 году братья Архенсола, пользовавшиеся уже в то время значительной известностью как лирические поэты, отправились с графом Лемос, назначенным вице-королём, в Неаполь. В 1613 году во время этого путешествия Луперсио Архенсола скончался.
В 1616 году Бартоломе Леонардо де Архенсола вместе с вице-королём ввернулся в Испанию, где получил не занятое по смерти брата место историографа Арагонского королевства и поселился в Сарагосе, посвятив себя главным образом трудам по продолжению «Летописей Арагона» (исп. Anales de la corona de Aragon), начатых Херонимо Сурита-и-Кастро; подготовительные работы к этому труду были уже сделаны его братом Луперсио. В свет вышла только первая часть «Primera parte de los anales de Aragon, que prosigue los del secretario Geronimo Zurita desde el ano 1516» (Сарагоса, 1630), в которой пространно изложены события 1516—20 годов.
Бартоломе Леонардо де Архенсола умер 4 февраля 1631 года, так и не успев написать продолжение. По смерти обоих братьев, сын Луперсио Архенсолы издал собрание их сочинений под заголовком «Rimas» (Сарагоса, 1634), которое было перепечатано в «Coleccion de Ramon Fernandez» (Мадрид, 1786) и впоследствии неоднократно переиздавалось.
Согласно Энциклопедическому словарю Брокгауза и Ефрона: «Оба брата воспитались на чтении римских поэтов, в особенности Горация, поэтому стихотворения их, отличающиеся более тщательной отделкой стиха, нежели оригинальностью сюжета и богатством фантазии, в главных чертах напоминают произведения римских классиков. Бартоломе А. принадлежит, впрочем, место среди классических писателей Испании за его исторические сочинения. Многие ставят его по отношению слога гораздо выше Суриты, а по правильности и выработке языка считают его неподражаемым».

## Сочинения
- Поэзия испанского Возрождения. М.., 1990. С. 328-334.